# LiTMUS
LiTMUS株式会社（リトマス）は、東京都港区赤坂に本社を置き、オンラインゲームの開発・運営を主業務とする日本の企業。UUUMの完全子会社である。

## 歴史
- 2022年
  - 4月1日 - 『Run For Money 〜逃走ごっこ〜』をリリース。
  - 11月17日 - 『脱獄ごっこPRO』をリリース。